# Hươu trắng

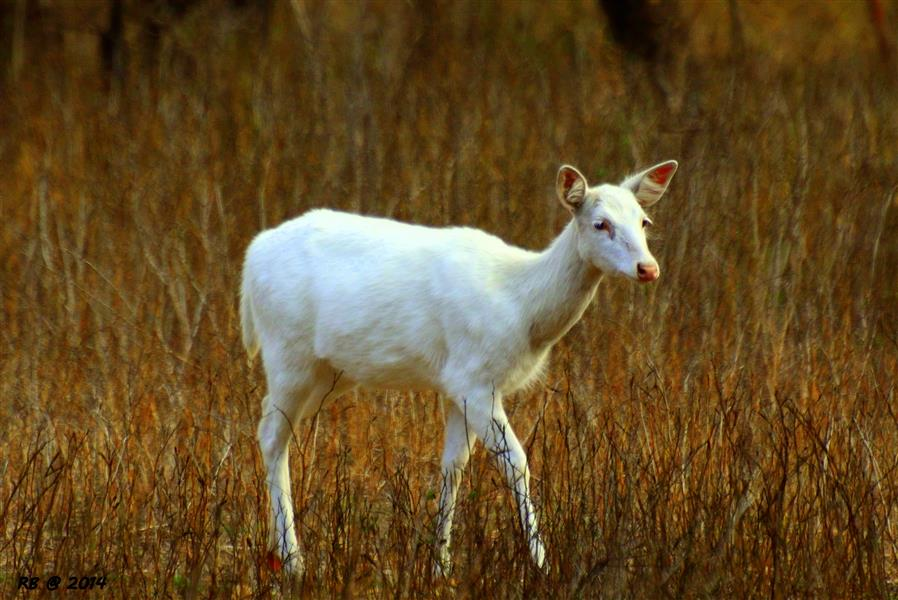
Một cá thể hươu trắng thuộc loài hươu đốm

Hươu trắng (tiếng Trung Quốc: Bạch lộc) hay còn gọi hươu tuyết là thuật ngữ dùng để chỉ về những con hươu có bộ lông màu trắng. Hươu trắng thường bị nhầm lẫn là mắc bệnh bạch tạng, nhưng một số ý kiến cho biết vẻ ngoài khác thường của chúng nguyên nhân do yếu tố Leucism, một loại gene hiếm gây ra sự suy giảm sắc tố trên lông và da. Khác với bệnh bạch tạng có đặc điểm là mắt đỏ, những cá thể hươu mang gene leucism có màu mắt bình thường.
Thuật ngữ hươu trắng ít nhiều mang tính văn hóa và thần thoại. Hươu trắng là một sinh vật trong truyền thuyết của nhiều nền văn hóa trong lịch sử. Hiện nay còn đàn hươu trắng được gọi là đàn hươu trắng Seneca, đây là một đàn hươu trắng hiếm hoi sống trong giới hạn của trại quân đội Hoa Kỳ cũ Trại Seneca (Seneca Army Depot) tại Quận Seneca, New York, những con hươu có màu trắng này là kết quả tương tác của một gen lặn.

## Đặc điểm
Hươu trắng được sinh ra một màu nâu hoặc nâu với một mẫu trắng đốm. Đôi khi những nai tơ có thể được sinh ra với một màu xám khi xuất hiện điều này làm cho chúng trông có vẻ bẩn thỉu. Bộ lông của chúng sau đó trở thành màu trắng tinh khôi ở vào giữa năm thứ hai và đôi khi bị nhầm lẫn với hươu bị bạch tạng. Hươu có toàn thân màu trắng hồng hoặc trắng tinh khôi. Da hươu cũng trắng hồng, xung quanh viền mắt màu hồng, con ngươi mắt có màu đỏ hồng và ban đêm soi đèn có màu đỏ. Cả bốn móng có màu trắng ngà, các bộ phận như mũi, miệng, bộ phận sinh dục đều có màu hồng nhuận.
Gạc hươu trắng một phần khác gạc hươu đỏ ở chỗ nhẵn hơn, ít nhánh hơn và có màu trắng ngà toàn thân, dài 70–120 cm và đường kính khoảng 3–5 cm, gạc hươu trắng được cho là có tác dụng tốt hơn hươu thường, có thể do cấu trúc thành phần vi chất, khoáng chất trong gạc hươu tuyết khác gạc hươu thường. Không có những yếu tố như một cá thể bị bạch tạng một phần, chúng thực sự có ít hoặc không có melanin trong cơ thể. Màu sắc của chúng chủ yếu là màu trắng vì nó thiếu bất kỳ sắc tố nào làm cho da xuất hiện màu hồng, cũng vì vậy máu chảy có thể được nhìn thấy qua da của chúng.
Tỉ lệ nai bạch tạng trong tự nhiên chỉ chiếm tỉ lệ 1/20.000 con. Điều đáng buồn là những con vật hiếm này khó sống đến tuổi trưởng thành, vì những kẻ săn mồi phát hiện ra chúng rất dễ dàng. Những con nai bạch tạng này thường có thị lực rất kém, và rất nổi bật với bộ lông màu trắng và thậm chí cả đuôi cũng trắng.

## Hưou trắng Trại Seneca

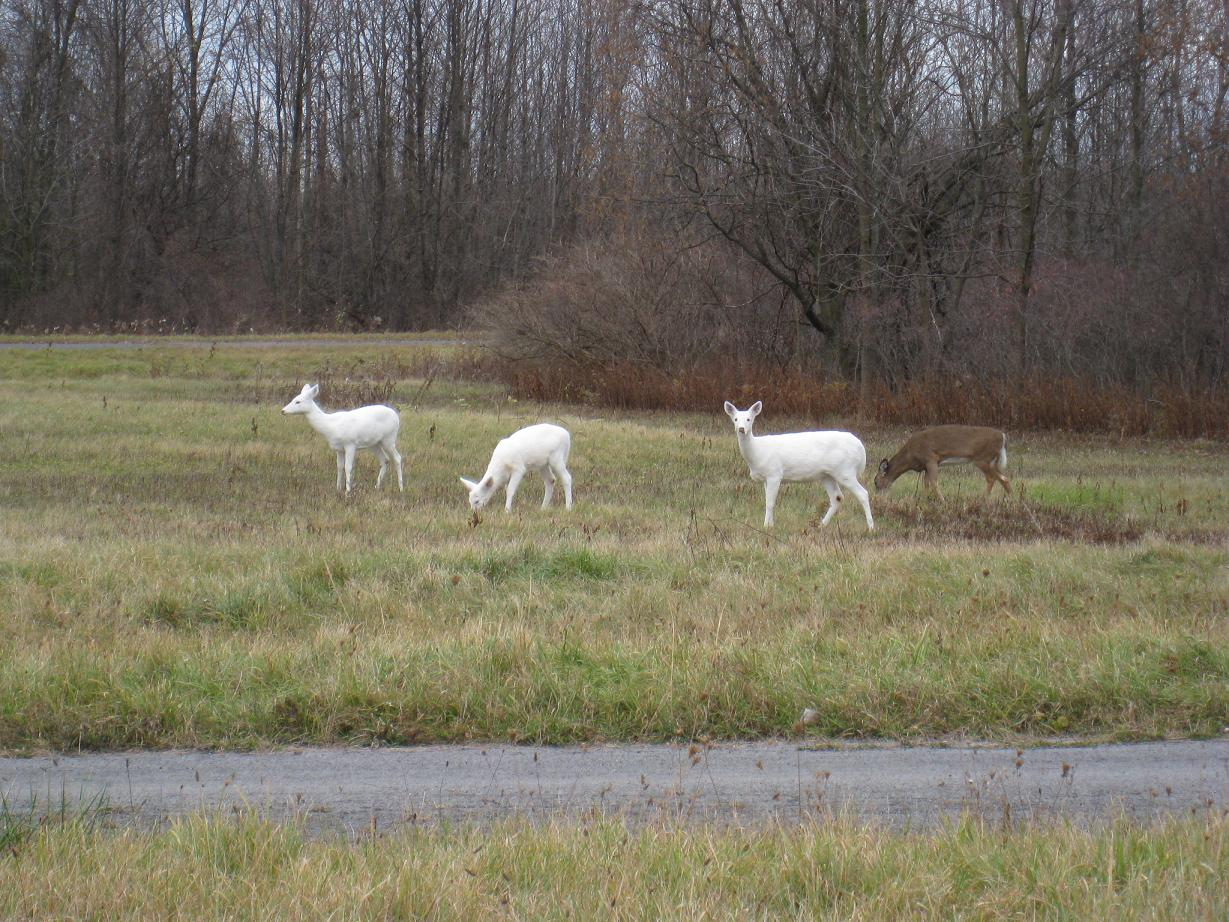
Hươu trắng Seneca tại Căn cứ 1, Trại Quân đội Seneca, New York

Hươu đuôi trắng sắc tố màu trắng bắt đầu phổ biến trong khu vực bây giờ gọi là Khu bảo tồn của trại quân đội Seneca Army Depot. Quân đội Hoa Kỳ đã bảo vệ con nai trắng trong khi quản lý con nai màu bình thường qua việc săn bắn. Đây là căn cứ cũ của Quân đội Hoa Kỳ thuộc Quận Seneca, New York, rộng 10.600 mẫu Anh (43 km²) được tạo ra vào năm 1941 và có 24 dặm (39 km) hàng rào được dựng lên xung quanh chu vi của khu vực này và cô lập một đàn nhỏ hươu đuôi trắng, một số con hươu được người ta nhìn thấy là khoác bộ lông màu trắng. Những con hươu này không bạch tạng nhưng thay vì thực hiện một tập hợp các gen lặn dẫn đến chúng khoác ngoài một bộ lông toàn màu trắng.
Ở vùng Seneca, quân đội đã xây dựng một hàng rào và hàng rào này vô tình tạo ra một nút cổ chai di truyền gây ra mức độ cao của giao phối cận huyết (do các cá thể chỉ quanh quẩn trong phạm vi này). Việc lai cận huyết liên tục có thể dẫn đến giảm khả năng sinh sản và dị tật. Số lượng hươu trắng phía sau hàng rào được Trung tâm nghiên cứu động vật hoang dã Patuxent được báo cáo là dị tật ở chân nghiêm trọng và một số dị tật ở chân dẫn đến tê liệt.
Trong những năm 1950, chỉ huy khu vực trại quân đội Seneca Depot cấm quân nhân Mỹ săn bắn bất kỳ con hươu trắng nào. Số lượng hươu tại đây đã phát triển lên khoảng 700 con, khoảng 300 trong số đó là màu trắng, làm cho nó trở thành đàn lớn nhất của hươu trắng trên thế giới. Kể từ khi đóng cửa khu vực này, tương lai của những con nai đã trở nên không chắc chắn vì mắt ban đêm hiện màu đỏ làm cho chúng dễ dàng làm con mồi cho thợ săn và các loại thiên địch như chó sói đồng cỏ Bắc Mỹ, và một đàn như vậy sẽ không dễ dàng tồn tại trong tự nhiên. Đất khu vực này là khu vực có diện tích lớn nhất của New York và thuộc đất có quy hoạch để phát triển cùng nhiều vấn đề khác liên quan đến việc chuyển đổi mục đích sử dụng đất khác nhau đã được xây dựng thành phương án hoặc đệ trình chuyển đổi, sử dụng làm ảnh hưởng đến tương lai của đàn.

## Hươu trắng tại những nơi khác
Vào năm 2008, tại nước Anh, người ta từng tìm thấy một con hươu trắng ở bờ biển phía tây Highlands của Anh, nó đang dạo chơi cùng những con hươu lông đỏ khác. Nơi ở của nó được giữ kín để tránh những tay săn trộm. Năm trước đó, một con hươu trắng tại Anh đã được phát hiện trong tình trạng bị kẻ săn trộm cắt mất đầu. Người ta cũng đã chụp được những bức ảnh cận cảnh loài vật huyền thoại này tại rừng Dean ở vùng Gloucestershine, Xứ Wales, đồng thời trước đó, người ta cũng phát hiện và chụp lại hình ảnh một cá thể hươu trắng tại cao nguyên Scotland.
Tại Vườn bách thú Alipore, Kolkata có vài cá thể hươu trắng thuộc loài Hươu hoang (Dama dama).

## Trong văn hóa

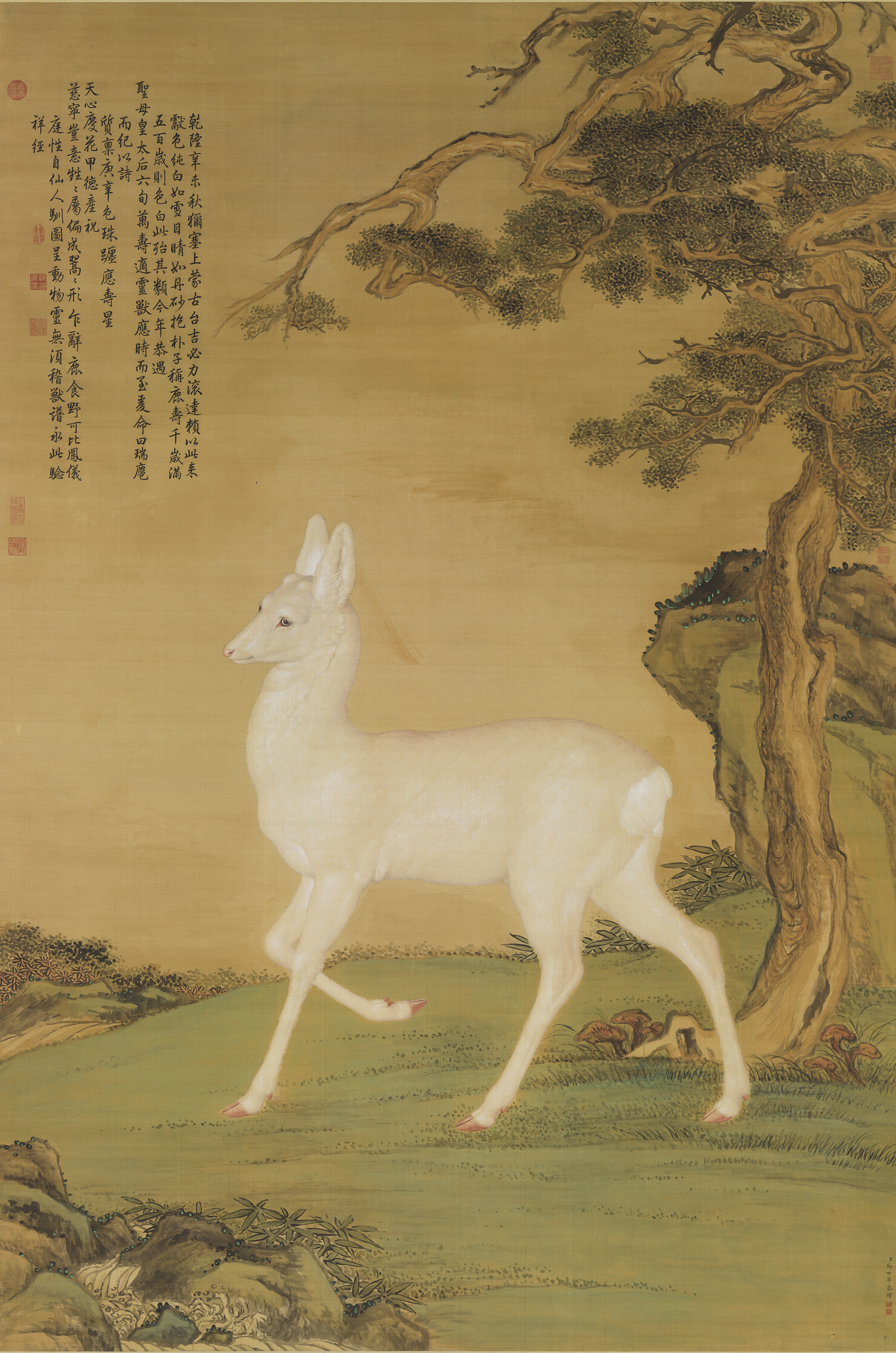
Bức tranh vẽ về con hươu trắng

Hươu trắng là một sinh vật trong truyền thuyết của nhiều nền văn hóa trong lịch sử, nó còn là hình tượng có uy lực trong truyện thần thoại của nhiều nền văn hoá. Trong truyền thuyết Bắc Âu, nhiều người tin rằng nếu giết hươu trắng thì tai nạn sẽ giáng xuống đầu họ. Thậm chí người Celts cổ xưa còn coi chúng như là sứ giả từ thế giới khác, vị sứ giả này mang thông điệp từ một thế giới khác và những ai bắt gặp loài linh vật này sẽ được thay đổi cuộc sống vĩnh viễn. Trong truyền thuyết của người Khuyển Nhung có kể lại sự kiện Mục Vương dự tính việc chinh phạt Khuyển Nhung, Sái công Mưu Phụ can gián nhưng Mục Vương không nghe, sau ra quân thảo phạt, giành được chiến thắng bất ngờ, bắt sống năm vua Khuyển Nhung, đoạt được bốn con sói trắng và bốn con hươu trắng.
Trong Văn hóa Trung Quốc, Còn có một loại hươu khác gọi là bạch lộc (hươu trắng) cũng là loại thú tượng trưng cho sự cát tường, thường cũng xuất hiện cùng bậc tiên nhân. Hươu trắng có thể sống tốt hơn một nghìn năm. Khi sống được khoảng 500 tuổi, màu lông của hươu dần chuyển sang màu trắng, trở thành hươu trắng. Tương truyền, cuối đời, Lão Tử đã cưỡi trên một con hươu trắng (Bạch lộc) đi về phương nào chẳng rõ. Khi đấng quân vương ổn định được nền chính trị cuộc sống trăm dân an lành tất hươu trắng xuất hiện.
Vùng Hallasan tại Hàn Quốc có một hồ miệng núi lửa tại Hallasan gọi là Baengnokdam (백록담/白鹿潭, Bạch Lộc đàm), nghĩa là "đầm hươu trắng". Có một truyền thuyết gắn với tên gọi của hồ là những người đàn ông đến từ thế giới khác đã đi xuống từ thiên đường để vui chơi với hươu trắng. Tùy theo mùa, chu vi của hồ có thể lên tới 2 km và độ sâu khoảng 100 mét.